# Tusculanae disputationes
Tusculanae disputationes ist ein philosophisches Werk des römischen Redners und Philosophen Cicero. Es besteht aus fünf Büchern, entstand in der zweiten Jahreshälfte 45 v. Chr. und ist Marcus Iunius Brutus gewidmet. Der Titel wird deutsch meist mit „Gespräche in Tusculum“ übersetzt und bezieht sich auf den Umstand, dass Cicero eine Villa in der Gegend von Tusculum besaß.

## Literarische Form
Die Tusculanae Disputationes sind wie die Mehrheit von Ciceros philosophischen Werken in Dialogform verfasst. In der Fiktion des Autors enthält jedes Buch die Dialoghandlung eines Tages. Den einzelnen Dialogen ist stets ein Proömium vorangestellt, in dem sich Cicero persönlich an den Widmungsträger Brutus wendet. Diesem teilt er im Proömium des ersten Buches mit, dass sich die Gespräche "neulich" kurz nach Brutus Abreise (nuper tuum post discessum in Tusculano) auf seinem Tusculanum ereignet hätten.
Im Gegensatz zu früheren Dialogen (z. B. De re publica) werden die darin auftretenden Dialogfiguren namentlich nicht genannt. Aus der Exposition ergibt sich aber, dass eine der Personen Cicero selbst ist und die andere zum Kreis der anwesenden Freunde (familiares) gehört. Seit dem Frühmittelalter werden die Sprecher mit den Buchstaben ‚A‘ und ‚M‘ bezeichnet. Obwohl diese Bezeichnungen nachantiken Ursprungs sind, haben sie sich bis heute etabliert. ‚A‘ wird für die anonyme Figur aus Ciceros Freundeskreis verwendet. Diese tritt als eine Art Schüler auf, der in jedem Buch eine Leitthese aufstellt. Die Figur ‚M‘, in der man Cicero vermuten kann, widerlegt die These im Laufe des Buches. Im ersten Buch beispielsweise ist die These ‚A‘s „Der Tod scheint mir ein Übel zu sein“ (malum mihi videtur esse mors). Das im Dialog beschriebene Verfahren wird von Cicero im Proömium mit der sokratischen Methode (Socratica ratio) assoziiert.

## Inhalt
Die „Gespräche in Tusculum“ vervollständigen die Überlegungen Ciceros in De finibus bonorum et malorum („Vom höchsten Gut und vom größten Übel“). In De finibus will Cicero zeigen, anhand welcher Kriterien die Richtigkeit einer Handlung abgewogen werden muss. Er bemüht sich darzustellen, dass das tugendhafte, also ethisch korrekte Handeln zum „Lebensglück“ oder zur „Glückseligkeit“ gereicht.
In den ersten zwei Gesprächen in Tusculum verdeutlicht Cicero hingegen, dass auch Tod und Schmerz nicht imstande sind, dieses durch gute Handlungen erreichte Lebensglück zu ruinieren. Buch III und IV erklären, dass und wie Leidenschaften oder Emotionen zu bewältigen sind. Buch V knüpft thematisch wieder an De finibus an: Beweisziel ist die glückskonstituierende Kraft des guten Handelns, zugespitzt auf die These, dass der vollkommen tugendhafte Weise selbst unter der Folter noch glücklich sei. Cicero ist hier vielleicht mehr als in De finibus darauf aus, zu belegen, dass dieses „Glück“ auch gefühlt werden kann.
Die Hauptfigur ‚M‘ plädiert in den „Tuskulanen“ dafür, das Leben der Tugendhaften als glückliches Leben anzusehen. „Tugend“ übersetzt das lateinische virtus und das griechische ἀρετή (areté), was so viel wie „Gutheit“ oder „Vortrefflichkeit“ heißt. Der tugendhafte Mensch ist der, der seiner Bestimmung als Mensch am besten gerecht wird. Die Frage, worin diese Bestimmung des Menschen liegt, ist wiederum philosophisch zu klären. Im Zusammenhang mit der stoischen Lehre wird aber auch das griechische καλόν (kalón), das Cicero mit dem Wort honestum ins Lateinische überträgt, als „das sittlich Gute“ übersetzt. In einer ersten Bedeutung heißt καλόν „schön“, für die Stoiker ist also die tugendgemäße Handlung die schöne Handlung.
Ciceros Werk spiegelt die Auseinandersetzungen der verschiedenen damaligen Philosophenschulen wider. In den „Gesprächen in Tusculum“ hält er es mit den Stoikern. Cicero übernimmt den strengen ethischen Anspruch und die Geringschätzung äußerer Dinge. Er glaubt wie die stoische Schule, dass Philosophie die Seele heilen kann. „Seele“ heißt für Cicero im Gegensatz zu den Stoikern nicht nur die Vernunft des Menschen. Demnach ist die Seele nicht nur über die Rationalität zu beeinflussen. Als Redner weiß Cicero um die seelische Macht der Gefühle und Affekte. Gekonnte Redetechnik, also Rhetorik, ist ein bevorzugtes Mittel für die Beeinflussung seelischer Zustände.

## Das Grab des Archimedes
Im fünften Buch berichtet Cicero im Rahmen eines Exkurses davon, wie er als Quästor auf Sizilien das Grab des Archimedes wiederentdeckte. Nach seinen Ausführungen befand sich das Grabmal auf einem Gräberfeld am "agrigentinischen Tor" (ad portas Agragantinas) von Syrakus und war bei den Bewohnern der Stadt bereits in Vergessenheit geraten. Die Entdeckung und Freilegung des Grabmals stellt ein beliebtes Motiv für Landschaftsmaler des 18. Jahrhunderts (z. B. Francesco Zuccarelli oder Pierre-Henri de Valenciennes) dar.

## Textausgaben und Übersetzungen
- Michelangelo Giusta (Hrsg.): Tusculanae disputationes, Paravia, Turin 1984. (Textkritische Ausgabe)
- Cicero: Tusculanae disputationes/Gespräche in Tusculum. Lateinisch/Deutsch. Hrsg. und übers. von Ernst A. Kirfel. Reclam, Stuttgart 2008, ISBN 3-15-005028-6.
- Cicero: Gespräche in Tusculum. Tusculanae disputationes. Lateinisch-deutsch. Hrsg. von Olof Gigon. Artemis & Winkler, Düsseldorf/Zürich 1998, ISBN 3-7608-1523-5.